# Nybro kommun
Nybro kommun är en kommun i Kalmar län. Centralort är Nybro.
Nybro kommun, belägen på Sydsvenska höglandet, präglas av en berggrund dominerad av granit och porfyr, vilken har resulterat i en jämn och platt överyta huvudsakligen täckt av barrblandskog. Nybroåsen är framstående och bidrar till landskapets unika karaktär.
Kommunen rymmer en betydande tillverkningsindustri med trä-, pappers-, glas- och verkstadsindustrin som ledande branscher. AB Gustaf Kähr, känt för parkettgolv, utgör det största företaget.
Befolkningstrenden har varit övervägande negativ sedan kommunens bildandes 1971, men under åren 2010–2020 har en viss uppgång observerats. Politiskt har Socialdemokraterna dominerat styrningen av kommunen mellan 1970 och 1991 samt 1994–2014, med undantag för perioden 1991-1994 då de borgerliga partierna styrde och 2014–2018 då de återigen hade makten. För närvarande styrs Nybro av en mittenkoalition bestående av Socialdemokraterna och Centerpartiet.

## Administrativ historik
Kommunens område motsvarar socknarna Bäckebo, Hälleberga, Kristvalla, Kråksmåla, Madesjö, Oskar, Sankt Sigfrid och Örsjö (från 1897). I dessa socknar (förutom Örsjö) bildades vid kommunreformen 1862 landskommuner med motsvarande namn.
Köpingskommunen Nybro köping bildades 25 april 1879 genom en utbrytning ur Madesjö landskommun. 1897 bildades Örsjö landskommun genom en ny utbrytning ur Madesjö. 1932 ombildades Nybro köping till Nybro stad.
Vid kommunreformen 1952 bildades i området storkommunerna Alsterbro (av de tidigare kommunerna Bäckebo och Kråksmåla), Ljungbyholm (av Ljungby och Sankt Sigfrid), Madesjö (av Kristvalla, Madesjö och Örsjö) samt Mortorp (av Karlslunda, Mortorp och Oskar) medan  Hälleberga landskommun samt Nybro stad förblev oförändrade.
1969 införlivades i staden Alsterbro, Hälleberga och Madesjö landskommuner och en del ur Ljungbyholms landskommun (Sankt Sigfrids församling) samt en del ur Mortorps landskommun (Oskars församling). Nybro kommun bildades vid kommunreformen 1971 genom en ombildning av Nybro stad.
Kommunen ingick från bildandet till 1982  i Möre och Ölands domsaga och kommunen ingår sedan 1982 i Kalmar domsaga.

## Geografi
Kommunen gränsar till kommunerna Emmaboda, Kalmar, Lessebo, Mönsterås, Högsby och Uppvidinge.

### Topografi och hydrografi
Nybro kommun är beläget på den östra sidan av Sydsvenska höglandet. Berggrunden domineras främst av granit och porfyr, och har en jämn och platt överyta. Denna yta täcks av morän med övervägande barrblandskog. Isälvsmaterial är framträdande, inklusive flera rullstensåsar, som exempelvis Nybroåsen.
Norr och öster om tätorten Nybro sträcker sig Ljungbyån med ett ovanligt system av förgreningar och sammanflöden. Längs åsystemets stränder blomstrar en frodig vegetation, där jungfrulin och sumpviol är några av de karakteristiska växterna.
Nedan presenteras andelen av den totala ytan 2020 i kommunen jämfört med riket.
|  | Bebyggelse (3,8 %) |

|  | Skog (81,8 %) |

|  | Öppen myrmark (1,2 %) |

|  | Jordbruksmark (5,8 %) |

|  | Övrig mark (7,4 %) |

|  | Bebyggelse (3,1 %) |

|  | Skog (68,0 %) |

|  | Öppen myrmark (7,2 %) |

|  | Jordbruksmark (7,4 %) |

|  | Övrig mark (14,3 %) |

### Naturskydd
År 2024 fanns 10 naturreservat i Nybro kommun. Ungefär 1,8 procent (1,7 procent av landytan)  av Nybros kommuns areal hade år 2019 skydd i form av naturreservat, naturvårdsområden, naturminnen och biotopskydd. Detta motsvarade 2 209 hektar.

### Administrativ indelning
Fram till 2016 var kommunen för befolkningsrapportering indelad i åtta församlingar: Bäckebo församling, Hälleberga församling, Kristvalla församling, Kråksmåla församling, Madesjö församling, Nybro-S:t Sigfrids församling, Oskars församling och Örsjö församling.

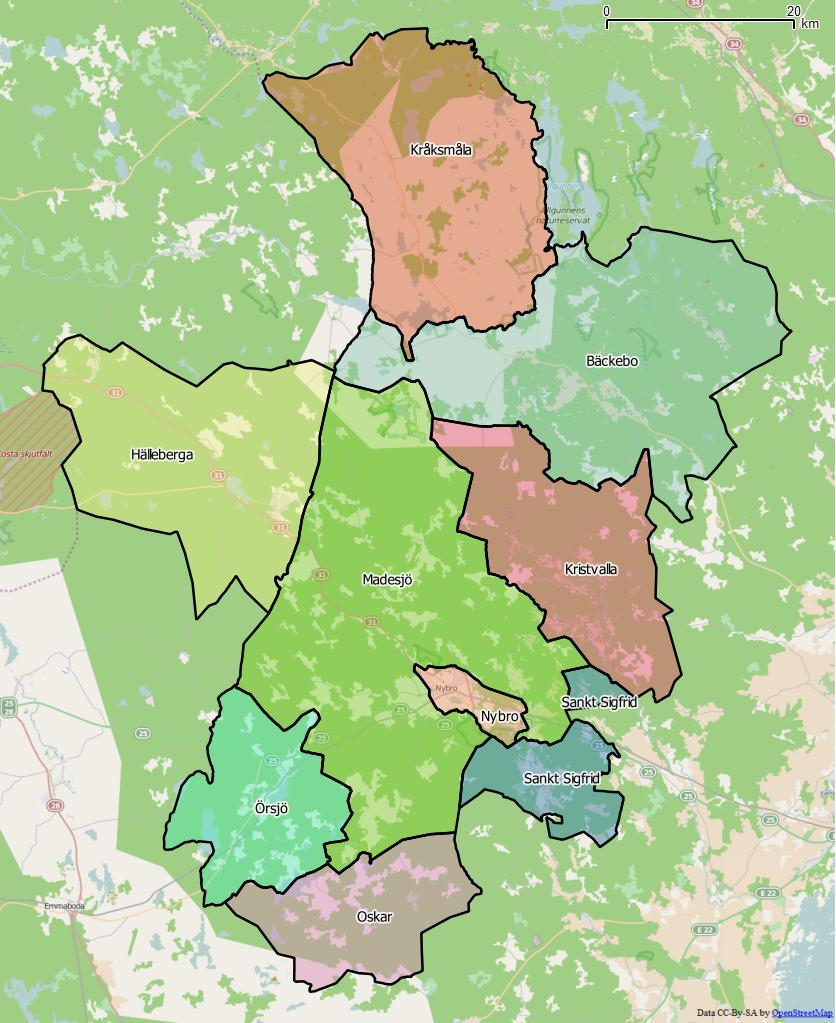
Distrikt inom Nybro kommun

Från 2016 indelas kommunen i följande distrikt:
- Bäckebo
- Hälleberga
- Kristvalla
- Kråksmåla
- Madesjö
- Nybro
- Oskar
- Sankt Sigfrid
- Örsjö

### Tätorter
Det finns sju tätorter i Nybro kommun.
I tabellen presenteras tätorterna i storleksordning per den 31 december 2015. Centralorten är i fet stil.
| Nr | Tätort          | Befolkning |
| -- | --------------- | ---------- |
| 1  | Nybro           | 13 039     |
| 2  | Orrefors        | 766        |
| 3  | Alsterbro       | 448        |
| 4  | Örsjö           | 362        |
| 5  | Kristvallabrunn | 245        |
| 6  | Bäckebo         | 223        |
| 6  | Flygsfors       | 220        |
| 7  | Flerohopp       | 200        |

## Styre och politik

### Styre

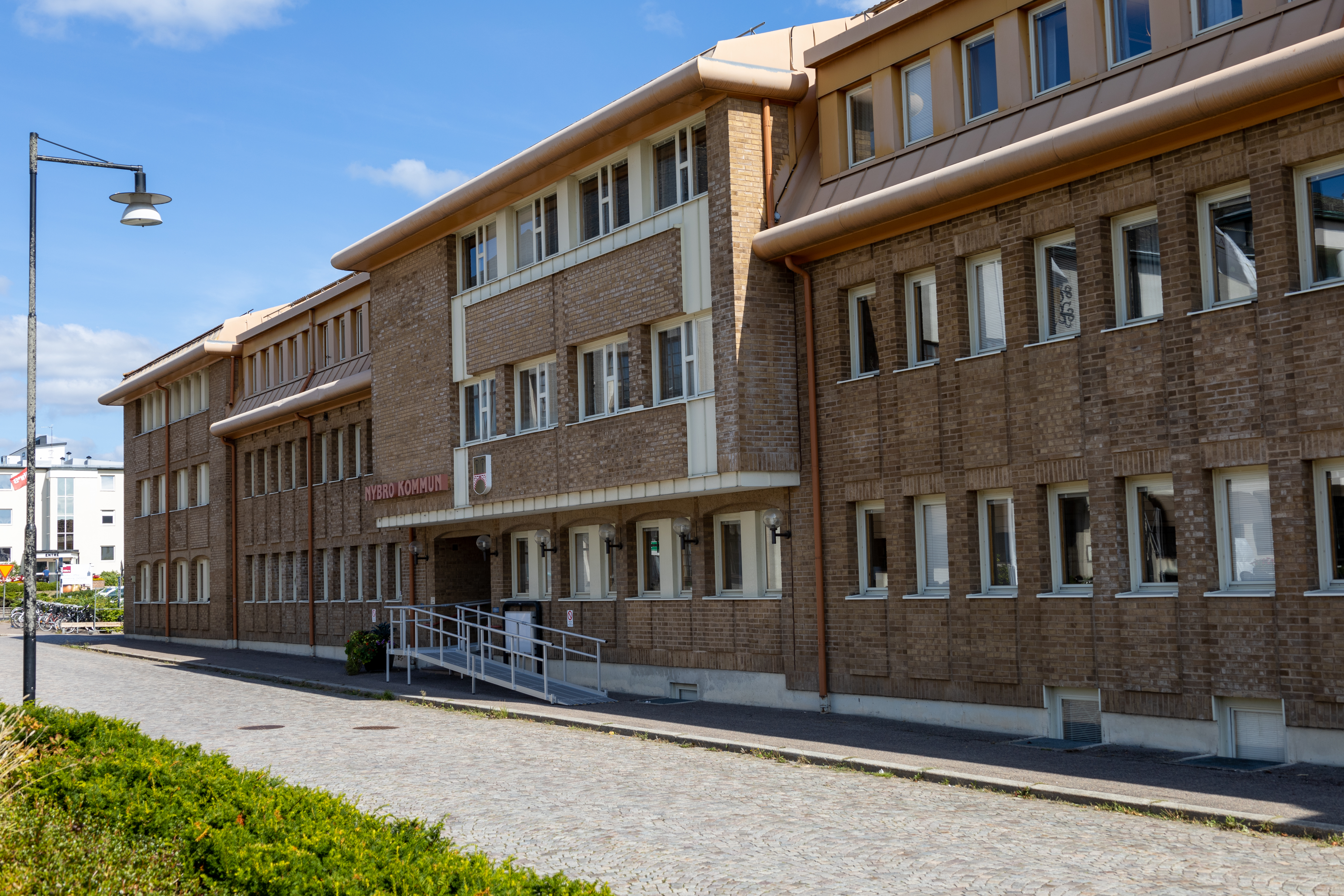
Kommunhuset Balder från tidigt 1980-tal.

Mellan 1970 och 1991 och 1994-2014 har kommunen styrts med Socialdemokraterna i toppen men 1991–1994 styrdes det av de borgerliga partierna. 2014–2018 styrdes kommunen av de borgerliga partierna.
I Nybro styr sedan 2018 en mittenkoalition bestående av Socialdemokraterna och Centerpartiet med stöd av Vänsterpartiet i majoritet.

### Kommunfullmäktige

#### Presidium
| Presidium 2022–2026    | Presidium 2022–2026 | Presidium 2022–2026   |
| ---------------------- | ------------------- | --------------------- |
| Ordförande             | S                   | Börje Slättman        |
| Förste vice ordförande | c                   | Lars-Gunnar Hellström |
| Andre vice ordförande  | M                   | Bernhard Neuman       |

#### Mandatfördelning 1970–2022
Nybros största partiet har fram till valet 2014 varit Socialdemokraterna men mellan 2014 var Centerpartiet det största partiet. Sedan valet 2018 är Socialdemokraterna återigen största partiet. Det näst största borgerliga partiet har varit Moderaterna, förutom 2010-2014 då det var största borgerliga parti. 

Alla riksdagspartiet har funnits i Nybro kommunfullmäktige, med undantaget 1991-1994 då Ny Demokrati inte fanns representerade där men däremot 1994-1998. Miljöpartiet saknades i fullmäktige 2002-2006 och har ingen plats i fullmäktige sedan valet 2018.
| 2 | 22 | 13 | 4 | 2 | 6 |

| 43 |

| 2 | 22 | 15 | 2 | 2 | 6 |

| 41 | 8 |

| 2 | 23 | 15 | 2 |  | 6 |

| 40 | 9 |

| 3 | 22 | 13 | 3 | 2 | 6 |

| 37 | 12 |

| 2 | 24 | 13 |  | 2 | 7 |

| 35 | 14 |

| 2 | 23 | 11 | 3 | 2 | 8 |

| 36 | 13 |

| 3 | 22 | 2 | 11 | 3 | 2 | 6 |

| 38 | 11 |

| 2 | 21 |  | 12 | 2 | 3 | 8 |

| 33 | 16 |

| 3 | 24 |  |  | 11 |  | 2 | 6 |

| 30 | 19 |

| 5 | 22 |  | 9 |  | 4 | 7 |

| 28 | 21 |

| 4 | 21 | 2 | 11 | 2 | 4 | 5 |

| 28 | 21 |

| 3 | 21 |  | 2 |  | 10 |  | 3 | 7 |

| 28 | 21 |

| 3 | 21 |  | 2 | 2 | 8 |  | 2 | 9 |

| 28 | 21 |

| 5 | 14 |  |  | 6 | 14 |  | 2 | 5 |

| 27 | 22 |

| 3 | 15 | 8 | 13 | 2 | 3 | 5 |

| 28 | 21 |

| 2 | 13 | 8 | 7 |  | 3 | 7 |

| 21 | 20 |

### Nämnder

#### Kommunstyrelse
| Presidium 2022–2026    | Presidium 2022–2026 | Presidium 2022–2026 |
| ---------------------- | ------------------- | ------------------- |
| Ordförande             | S                   | Tobias Fagergård    |
| Förste vice ordförande | C                   | Henric Gustavsson   |
| Andre vice ordförande  | M                   | Daniel Lindvall     |

#### Lista över kommunstyrelsens ordförande
| Namn | Namn               | Från | Till | Politisk tillhörighet |
| ---- | ------------------ | ---- | ---- | --------------------- |
|      | Bernt Svensson     | 1974 | 1990 | Socialdemokraterna    |
|      | Stig Davidsson     | 1991 | 1994 | Centerpartiet         |
|      | Bernt Svensson     | 1994 | 2003 | Socialdemokraterna    |
|      | Markus Lund        | 2003 | 2009 | Socialdemokraterna    |
|      | Inger Rydbrink     | 2009 | 2011 | Socialdemokraterna    |
|      | Markus Lund        | 2011 | 2014 | Socialdemokraterna    |
|      | Mikael Svanström   | 2014 | 2014 | Socialdemokraterna    |
|      | Christina Davidson | 2014 | 2022 | Centerpartiet         |
|      | Tobias Fagergård   | 2023 |      | Socialdemokraterna    |

#### Övriga nämnder
| Nämnd                       | Ordförande | Ordförande            | Vice ordförande | Vice ordförande   | Andre vice ordförande | Andre vice ordförande |
| --------------------------- | ---------- | --------------------- | --------------- | ----------------- | --------------------- | --------------------- |
| Individ- och familjenämnden | S          | Martina Aronsson      | C               | Karina Åberg      | SD                    | Liza Holmkvarn        |
| Lärandenämnden              | C          | Lars-Gunnar Hellström | S               | Ann Hammenholt    | SD                    | Adam Palm             |
| Miljö- och byggnämnden      | C          | Anders Petersson      | M               | Annika Karlsson   |                       |                       |
| Omsorgsnämnden              | S          | Stig-Roland Fagergård | C               | Bodil Johansson   | SD                    | Gabriella Eriksson    |
| Kulturnämnden               | S          | Catarina Bentsrud     | KD              | Anders Petersson  |                       |                       |
| Samhällsbyggnadsnämnden     | C          | Christina Davidson    | S               | Martin Andersson  | M                     | Fredrik Karlsson      |
| Upphandlingsnämnden         | S          | Tobias Fagergård      | C               | Henric Gustavsson | KD                    | Stefan Lagesson       |
| Valnämnden                  | C          | Carina Akinder        | S               | Ann Harmander     |                       |                       |
| Krisledningsnämnden         | S          | Tobias Fagergård      | C               | Henric Gustavsson | KD                    | Stefan Lagesson       |

Källa:

### Valresultat 2022
| Parti                            | Valdistrikt | Valdistrikt | Kommun  |
| Parti                            | Starkaste   | Andel       | Andel   |
| -------------------------------- | ----------- | ----------- | ------- |
| S                                | Nybro 3     | 47,20 %     | 31,12 % |
| SD                               | Hälleberga  | 27,70 %     | 19,52 % |
| C                                | Bäckebo     | 28,23 %     | 16,80 % |
| M                                | Nybro 7     | 20,13 %     | 15,28 % |
| KD                               | Bäckebo     | 12,25 %     | 6,17 %  |
| V                                | Nybro 3     | 16,69 %     | 5,83 %  |
| L                                | Nybro 6     | 3,76 %      | 2,50 %  |
| KP                               | Nybro 3     | 4,10 %      | 1,28 %  |
| MP                               | Kristvalla  | 2,26 %      | 0,90 %  |
| Data hämtat från Valmyndigheten. |             |             |         |

Exklusive uppsamlingsdistrikt. Partier som fått mer än en procent av rösterna i minst ett valdistrikt redovisas.

## Ekonomi och infrastruktur

### Näringsliv
Kommunen rymmer en betydande tillverkningsindustri med trä-, pappers-, glas- och verkstadsindustri som dominerande branscher. Det största företaget är AB Gustaf Kähr, känt för tillverkning av parkettgolv. Andra noterbara företag inkluderar Bendinggroup AB, specialiserade på möbeldetaljer, och Axipto AB inom verkstadsindustrin, båda också lokaliserade i centralorten. Dessutom bidrar Målerås glasbruk till mångfalden inom tillverkningssektorn i kommunen. Tätheten mellan de 14 historiska glasbruken inom kommunen och i grannkommunerna Emmaboda, Lessebo och Uppvidinge har lett till att Nybro ofta kallas för "Staden i Glasriket".

### Infrastruktur

#### Transporter
Kust till kust-banan genomkorsar kommunen och skapar en viktig transportförbindelse. Dessutom löper riksvägarna 25 och 31 genom kommunen, tillsammans med länsvägarna 120 och 125, vilket bidrar till välförbundna väganslutningar och underlättar kommunikationen inom och genom kommunen.

#### Utbildning
Skolor finns i samhällena Kristvallabrunn, Alsterbro, Orrefors, Örsjö och Flerohopp. I tätorten Nybro ligger Paradisskolan, Fagerslättsskolan, Madesjöskolan, Västerängsskolan, Hanemålaskolan och en gymnasieskola som heter Åkrahällskolan. Dessutom finns en Montessoriskola.

## Befolkning

### Demografi

#### Befolkningsutveckling
Kommunen har 19 895 invånare (31 mars 2025), vilket placerar den på 124:e plats avseende folkmängd bland Sveriges kommuner.
| Befolkningsutvecklingen i Nybro kommun 1970–2020 | Befolkningsutvecklingen i Nybro kommun 1970–2020 | Befolkningsutvecklingen i Nybro kommun 1970–2020 | Befolkningsutvecklingen i Nybro kommun 1970–2020 | Befolkningsutvecklingen i Nybro kommun 1970–2020 |
| ------------------------------------------------ | ------------------------------------------------ | ------------------------------------------------ | ------------------------------------------------ | ------------------------------------------------ |
|                                                  |                                                  |                                                  |                                                  |                                                  |
| År                                               |                                                  |                                                  | Folkmängd                                        |                                                  |
| 1970                                             | 1970                                             |                                                  | 22 241                                           |                                                  |
| 1975                                             | 1975                                             |                                                  | 21 569                                           |                                                  |
| 1980                                             | 1980                                             |                                                  | 21 636                                           |                                                  |
| 1985                                             | 1985                                             |                                                  | 20 867                                           |                                                  |
| 1990                                             | 1990                                             |                                                  | 20 978                                           |                                                  |
| 1995                                             | 1995                                             |                                                  | 20 809                                           |                                                  |
| 2000                                             | 2000                                             |                                                  | 19 785                                           |                                                  |
| 2005                                             | 2005                                             |                                                  | 19 775                                           |                                                  |
| 2010                                             | 2010                                             |                                                  | 19 651                                           |                                                  |
| 2015                                             | 2015                                             |                                                  | 19 754                                           |                                                  |
| 2020                                             | 2020                                             |                                                  | 20 273                                           |                                                  |

#### Utländsk bakgrund
Den 31 december 2014 utgjorde antalet invånare med utländsk bakgrund (utrikes födda personer samt inrikes födda med två utrikes födda föräldrar) 3 127, eller 15,86 % av befolkningen (hela befolkningen: 19 714 den 31 december 2014). Den 31 december 2002 utgjorde antalet invånare med utländsk bakgrund enligt samma definition 1 927, eller 9,70 % av befolkningen (hela befolkningen: 19 871 den 31 december 2002).

#### Invånare efter de vanligaste födelseländerna
Den 31 december 2014 utgjorde folkmängden i Nybro kommun 19 714 personer. Av dessa var 2 610 personer (13,2 %) födda i ett annat land än Sverige. I denna tabell har de nordiska länderna samt de 12 länder med flest antal utrikes födda (i hela riket) tagits med. En person som inte kommer från något av de här 17 länderna har istället av Statistiska centralbyrån förts till den världsdel som deras födelseland tillhör.
| Födelseland      | Födelseland                       | Födelseland |
| ---------------- | --------------------------------- | ----------- |
| 31 december 2014 |                                   |             |
| 1                | Sverige                           | 17 104      |
| 2                | Syrien                            | 359         |
| 3                | / SFR Jugoslavien/FR Jugoslavien  | 274         |
| 4                | Tyskland                          | 268         |
| 5                | Europeiska unionen: Övriga länder | 260         |
| 6                | Europa utom EU: Övriga länder     | 178         |
| 7                | Finland                           | 164         |
| 8                | Bosnien och Hercegovina           | 161         |
| 9                | Asien: Övriga länder              | 150         |
| 10               | Polen                             | 128         |
| 11               | Danmark                           | 101         |
| 12               | Afrika: Övriga länder             | 92          |
| 13               | Irak                              | 82          |
| 14               | Somalia                           | 78          |
| 15               | Thailand                          | 62          |
| 16               | Iran                              | 51          |
| 17               | Sydamerika                        | 44          |
| 18               | Nordamerika                       | 37          |
| 19               | Norge                             | 36          |
| 20               | Afghanistan                       | 33          |
| 21               | Kina                              | 27          |
| 22               | Turkiet                           | 12          |
| 23               | Sovjetunionen                     | 6           |
| 24               | Oceanien                          | 3           |
| 25               | Island                            | 2           |
| 25               | Okänt födelseland                 | 2           |

## Kultur

### Museum
I Madesjö finns ett hembygdsmuseum inrymt i de gamla kyrkstallarna. I Nybro ligger också världens enda och första James Bond 007 Museum.

### Kulturarv
Alsjöholm utgör en kyrkby med Oskars kyrka.  Med sitt sockencentrum, karakteriserat av typisk bebyggelse och ett litet lantligt affärscentra som sträcker sig från perioden 1870–1950, är Alsjöholm en historiskt betydelsefull mötesplats. Sockencentrumet inkluderar kyrka, prästgårdsmiljö, skolbyggnader, hembygdsgård, nämndemansgård, missionshus och kommunhus. En annan kulturmiljö är Målerås som är en av de sex välbevarade glasbruksmiljöerna i kommunen. Det är en plats som bär på historien och arvet från glasbrukets traditioner i regionen.

### Kommunvapen
Blasonering: I fält av guld en från kant till kant gående röd stenbro i ett spann och däröver två svarta armborst med röda pilspetsar.
När Nybro köping blev stad 1932 fastställdes också dess vapen. Armborsten kan komma från Smålands landskapsvapen och/eller Södra Möres häradsvapen. Bron syftar på ortnamnet. Efter kommunbildningen miste Madesjös vapen sin funktion och stadsvapnet registrerades för den nya kommunen i PRV 1974.

Madesjö landskommun (1952–1968)